# 倫氏底潛魚
倫氏底潛魚為輻鰭魚綱鼬魚目鼬魚亞目隱魚科的其中一種，分布於西南太平洋的紐西蘭及澳洲海域，棲息深度可達60公尺，體長可達12公分，為底棲性魚類，棲息在大陸棚，屬肉食性，罕見。

## 擴展閱讀
維基物種上的相關：倫氏底潛魚